# オープンソース関連のコミュニティの一覧
日本のオープンソース関連のコミュニティの一覧を示す。
特定のソフトウェアまたはシステムの技術情報や地域に根差した情報交換を目的とするコミュニティなど、多岐にわたる。ユーザーズグループともいわれる。
コミュニティ活動に開発者またはユーザーが参加するには、connpassやPeatixなどのイベントまたは勉強会の支援プラットフォームから申込みをする。

## コミュニティ一覧
- 日本OSS推進フォーラム
- オープンソースカンファレンス
- オープンソースソフトウェア協会 (OSSAJ)
- OSSコンソーシアム
- フリーソフトウェアイニシアティブ
- OS
  - Debian JP Project
  - Ubuntu Japanese Team
  - 日本openSUSEユーザ会
  - 日本UNIXユーザ会
  - FreeBSD友の会
  - 日本NetBSDユーザーグループ
- 地域
  - 関西オープンフォーラム (KOF)
  - LOCAL
  - Tokyo Linux Users Group
  - Linux Install Learning Osaka (LILO)
  - 小江戸らぐ (Koedo Linux Users' Group)
  - 東海道らぐ (Tokaido Linux User Group)
  - 鹿児島らぐ (Kagoshima Linux User's Group)
- サーバー
- 組込み・IoT
  - Japanese Raspberry Pi Users Group
  - IoT縛りの勉強会 (IoTLT)
- クラウド
  - 日本OpenStackユーザ会
  - 日本Hadoopユーザー会
  - 日本Apache Camelユーザ会
  - JAWS-UG
- 言語
  - PyCon JP
  - 日本Rubyの会
  - 日本PHPユーザ会
- デスクトップ・業務アプリケーション
  - LibreOffice日本語チーム
- Webサイト構築
  - 日本Apacheユーザ会
  - baserCMSユーザー会
- データベース
  - 日本PostgreSQLユーザ会
  - 日本MySQLユーザ会
  - Neo4j ユーザーグループ
- 開発支援
  - Eclipse Japan Working Group (EJWG)
  - VS Code Meetup
- 運用管理
- AI
  - TensorFlowユーザーグループ
  - GPT/生成AI研究会 (GIAS)
- セキュリティ
  - OSSセキュリティ技術の会